# Letní stadion (Chomutov)
Das Letní stadion (voller Name: Letní stadion na Zadních Vinohradech) ist ein Fußballstadion im Stadtteil Zadní Vinohrady der tschechischen Stadt Chomutov (deutsch Komotau), Nordböhmen. Es ist die sportliche Heimat des Fußballvereins FC Chomutov. Es ersetzte das Městský stadion mit 12.000 Plätzen.

## Geschichte
Das Stadion ist Teil des Sport- und Freizeitzentrums Komplexu Letního stadionu und wurde von 2010 bis 2012 auf dem Grund der ehemaligen Kaserne errichtet. Zum Gelände gehören, neben dem Stadion und der Mehrzweckhalle Rocknet aréna, die 2011 eingeweihte Spielstätte des Eishockeyclubs Piráti Chomutov, des Weiteren die Leichtathletikanlage Atletický Stadion mit 300-m-Bahn und 100-m-Sprintstrecke vor der dreiteiligen Tribüne sowie Anlagen für Diskuswurf, Hammerwurf, Speerwurf, Kugelstoßen, Weitsprung, Hochsprung und Stabhochsprung, das Erlebnisbad Aquasvět und das Multiplex-Kino Cinema Svet. In der Nähe liegt auch der Městský park Chomutov, der Stadtpark von Chomutov. Zur Eröffnung am 13. Juli 2012 war der tschechische Rekordmeister Sparta Prag zu Gast. Der FC Chomutov unterlag im Freundschaftsspiel mit 0:1. Der Bau kostete 275,5 Mio. CZK (rund 11,24 Mio. Euro), davon stammen über 208 Mio. CZK (etwa 8,5 Mio. Euro) aus Fonds für regionale Entwicklung der Europäischen Union. Es bietet insgesamt 4800 Zuschauerplätze. Die vier Tribünen umschließen das Spielfeld mit den UEFA-Maßen 105 × 68 m aus Naturrasen mit Rasenheizung. Die beiden Hintertortribünen liegen unter freiem Himmel. Während die Gegengerade mit einem konventionellen Dach gedeckt ist, wird die Haupttribüne mit einem geschwungenen Dach auf einer bogenförmigen Stahlkonstruktion überspannt.
Am 17. Mai 2013 fand im Neubau vor 3000 Besuchern das Endspiel im tschechischen Fußballpokal 2012/13 zwischen dem FK BAUMIT Jablonec und dem FK Mladá Boleslav (2:2, 5:4 i. E.) statt.